# Amiens
Amiens este un oraș din Franța, situat în prefectura departamentului Somme, în regiunea Hauts-de-France, cu o populație de aproximativ 120.000 de locuitori. Aici se află vestita catedrală construită în secolul XIII în stil gotic. Cu o înălțime de 42 m, este în prezent cea mai înaltă catedrală clasică din Franța. Catedrala a fost înscrisă în anul 1981 pe lista patrimoniului cultural mondial UNESCO. 
Orașul este cunoscut și datorită lui Martin de Tours, care și-a împărțit mantia cu un sărac la porțile acestui oraș.

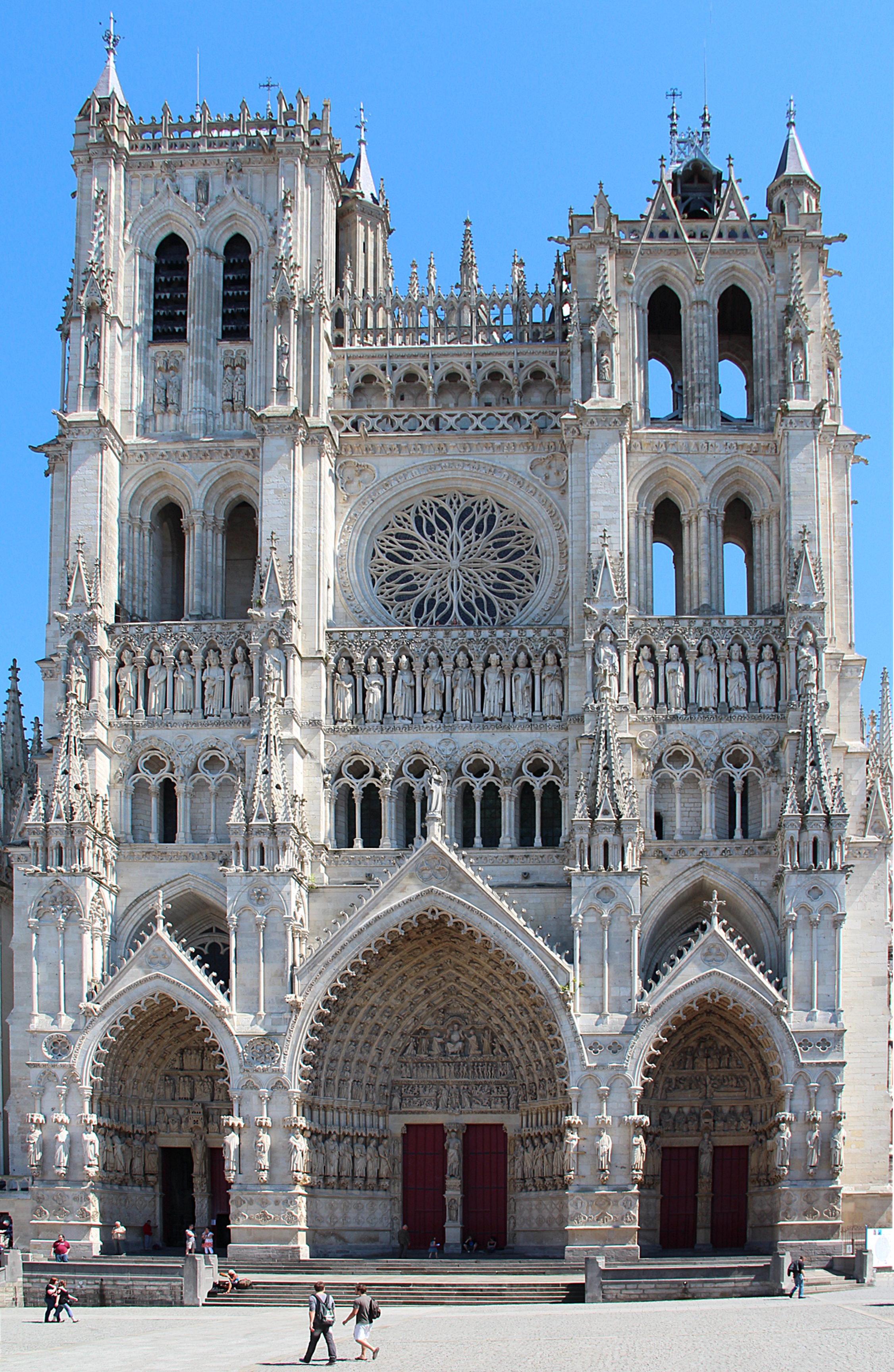
Catedrala din Amiens

## Demografie
| 1793   | 1800   | 1806   | 1821   | 1831   | 1836   | 1841   | 1846   | 1851   |
| ------ | ------ | ------ | ------ | ------ | ------ | ------ | ------ | ------ |
| 40 000 | 41 279 | 39 853 | 41 107 | 45 001 | 46 129 | 47 117 | 49 591 | 52 149 |

| 1856   | 1861   | 1866   | 1872   | 1876   | 1881   | 1886   | 1891   | 1896   |
| ------ | ------ | ------ | ------ | ------ | ------ | ------ | ------ | ------ |
| 56 687 | 58 780 | 61 063 | 63 747 | 66 896 | 74 170 | 80 288 | 83 654 | 88 731 |

| 1901   | 1906   | 1911   | 1921   | 1926   | 1931   | 1936   | 1946   | 1954   |
| ------ | ------ | ------ | ------ | ------ | ------ | ------ | ------ | ------ |
| 90 758 | 90 920 | 93 207 | 92 780 | 91 576 | 90 211 | 93 773 | 84 761 | 92 506 |

| 1962                                                          | 1968    | 1975    | 1982    | 1990    | 1999    | 2006    | - | - |
| ------------------------------------------------------------- | ------- | ------- | ------- | ------- | ------- | ------- | - | - |
| 105 433                                                       | 117 888 | 131 476 | 131 332 | 131 872 | 135 501 | 136 105 | - | - |
| Număr reținut începănd cu 1962: Populaţia fără numărări duble |         |         |         |         |         |         |   |   |

## Personalități născute aici
- Pierre Choderlos de Laclos (1741 - 1803), romancier;
- Paul Bourget (1852 - 1935), scriitor;
- Richard Maguet (1896 - 1940), pictor;
- Brigitte Macron (n. 1953), soția lui Emmanuel Macron;
- Emmanuel Macron (n. 1977), președinte al Franței;
- Constant Lestienne (n. 1992), tenismen.